# Blel Kadri
Blel Kadri (ur. 3 września 1986 w Bordeaux) – francuski kolarz szosowy. Do zawodowego peletonu należy od 2009. Jeździ w barwach francuskiej drużyny Ag2r-La Mondiale.

## Najważniejsze osiągnięcia
2009
- 3. miejsce w Grand Prix de Plumelec-Morbihan
- 7. miejsce w Trophée des Grimpeurs

2010
- 7. miejsce w Route du Sud
  - 1. miejsce na 2. etapie
- 9. miejsce w Étoile de Bessèges

2011
- 2. miejsce w Circuit de la Sarthe
- 4. miejsce w Bayern Rundfahrt
- 8. miejsce w Tour Down Under
- 10. miejsce w Volta a Catalunya

2012
- 1. miejsce w Route du Sud
  - Wygrana klasyfikacja górska
- 10. miejsce w Les Boucles du Sud Ardèche

2013
- 1. miejsce w Roma Maxima
- nagroda walecznego na 2. etapie Tour de France

2014
- 1. miejsce na 8. etapie Tour de France